# Ajaccio
Ajaccio (în corsă Aiacciu) este un oraș în Franța, prefectura departamentului Corse-du-Sud și capitala regiunii Corsica.
Este port la Marea Mediterană și important centru turistic (stațiune climatică).

## Monumente
- Catedrala din Ajaccio